# جيرالد فيلدمان
جيرالد فيلدمان (بالإنجليزية: Gerald Feldman)‏ هو مؤرخ أمريكي، ولد في 24 أبريل 1937 في نيويورك في الولايات المتحدة، وتوفي في 31 أكتوبر 2007 في بيركيلي في الولايات المتحدة.